# 40er v. Chr.
Portal Geschichte | Portal Biografien | Aktuelle Ereignisse | Jahreskalender | Tagesartikel

◄ |
1. Jahrtausend v. Chr. |

◄ |
2. Jh. v. Chr. |
1. Jahrhundert v. Chr. |
1. Jh. |
►

◄ | 70er v. Chr. | 60er v. Chr. | 50er v. Chr. | 40er v. Chr. |
30er v. Chr. |
20er v. Chr. |
10er v. Chr. |
►

49 v. Chr. |
48 v. Chr. |
47 v. Chr. |
46 v. Chr. |
45 v. Chr. |
44 v. Chr. |
43 v. Chr. |
42 v. Chr. |
41 v. Chr. |
40 v. Chr.

## Ereignisse
- 10. Januar 49 v. Chr.: Gaius Iulius Caesar führt seine Armee über den Rubikon und stürzt Rom in den Bürgerkrieg.
- 9. August 48 v. Chr.: Schlacht von Pharsalos. Caesar siegt über die Armee des Senates unter Pompeius. Dieser flieht nach Ägypten und wird dort ermordet.
- 46 v. Chr.: Caesar reformiert den römischen Kalender und ersetzt ihn durch den so genannten Julianischen Kalender. Um den neuen Kalender mit dem Sonnenstand in Übereinstimmung zu bringen, wurde das Jahr 46 v. Chr. auf 15 Monate (=445 Tage) verlängert.
- 46 v. Chr.: Caesar entdeckt die Funktion des Geldes als Machtmittel. Zum ersten Mal wird ein noch lebender römischer Bürger auf einer Münze verewigt. Bis dahin wurden nur historische Ereignisse zur Propaganda abgebildet. Die neuen Münzen tragen entscheidend zum Personenkult des Diktators bei.
- 45 v. Chr.: Gaius Julius Caesar wird Alleinherrscher im Römischen Reich (Diktator auf Lebenszeit).
- An den Iden des März (15. März) 44 v. Chr. wird Caesar durch das Attentat der Verschwörer um Marcus Junius Brutus getötet.
- Am 11. November 43 v. Chr. wird in Rom das 2. Triumvirat zwischen Augustus, Marcus Antonius und Marcus Aemilius Lepidus auf fünf Jahre geschlossen.
- 41 v. Chr.: In Ephesos im Exil lebend wird Arsinoë IV., die (Halb-)Schwester von Kleopatra, im Tempel der Artemis ermordet.
- 40 v. Chr. teilt das Triumvirat das Römische Reich auf: Octavian erhält den Westen, Marcus Antonius den Osten und Lepidus Afrika.